# Свети Атанасий (Хоруда)
Вижте пояснителната страница за други значения на Свети Атанасий.
„Свети Атанасий“ (на гръцки: Αγίου Αθανασίου) е късносредновековна църква в лъгадинското село Хоруда, Гърция, част от Лъгадинската, Литийска и Рендинска епархия.

## Описание
Църквата е изградена втората половина на XVI век и е запазена като действащ храм, въпреки че селото е изоставено в 1947 г. Впечатляващите стенописи на църквата са от втората половина на XVII век, а иконите на иконостаса са от периода между 1760 и 1780 г.